# Joseph Paty
Joseph Paty (ur. 6 stycznia 1896 w Liège, zm. ?) – belgijski piłkarz grający na pozycji bramkarza.

## Kariera klubowa
Całą swoją karierę piłkarską Paty spędził w klubie Standard Liège, w którym w 1920 roku zadebiutował i grał w nim do 1930 roku. W sezonach 1925/1926 i 1927/1928 wywalczył z nim dwa wicemistrzostwa Belgii.

## Kariera reprezentacyjna
W 1924 roku Paty był w kadrze Belgii na Igrzyska Olimpijskie w Paryżu.